# Plebania kościoła św. Jakuba Apostoła w Piotrkowie Trybunalskim
Plebania kościoła św. Jakuba Apostoła – zabytkowa plebania z XVIII wieku w Piotrkowie Trybunalskim na Starym Mieście, należąca do parafii św. Jakuba Apostoła.
Budynek sąsiaduje z kościołem św. Jakuba Apostoła. Został wzniesiony w 1754 z inicjatywy proboszcza Macieja Mostowskiego. Od strony południowej i wschodniej wspiera się na odcinku dawnych murów miejskich Piotrkowa (obok plebanii znajduje się też zachowany fragment murów). W trakcie obrad Trybunału Koronnego budynek stanowił rezydencję jego prezydentów. W latach 1813–1816 mieściła się w nim szkoła prowadzona przez pijarów. W czasie powstania listopadowego budynek pełnił funkcję szpitala wojsk polskich. Pierwotnie budynek został wybudowany w stylu barokowym, ulegał jednak późniejszym przekształceniom.
Obiekt wpisany jest do rejestru zabytków pod numerem 654 z 4.09.1967. Znajduje się też w gminnej ewidencji zabytków miasta Piotrkowa Trybunalskiego.

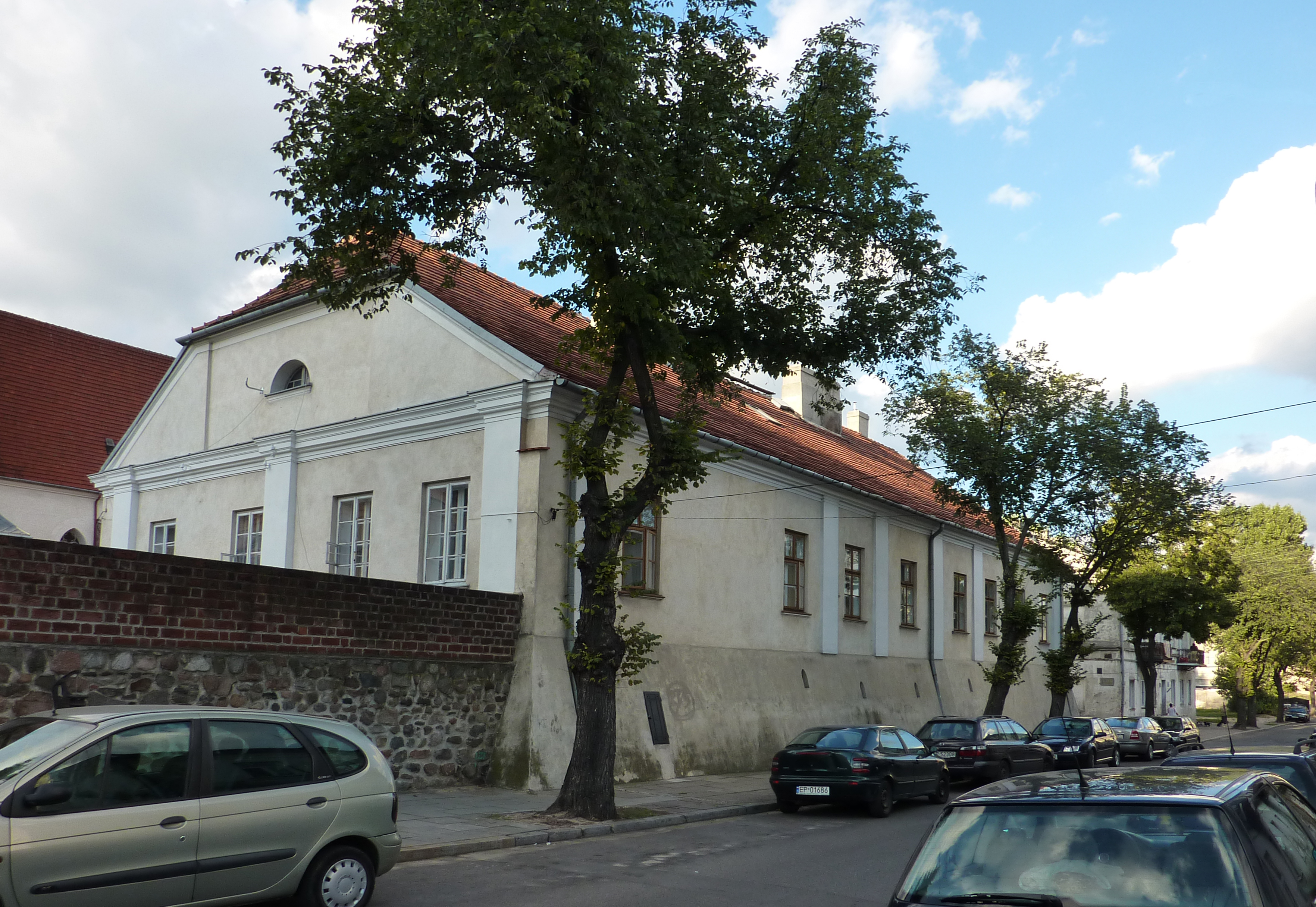
Widok od ul. Garncarskiej z zachowanym fragmentem murów
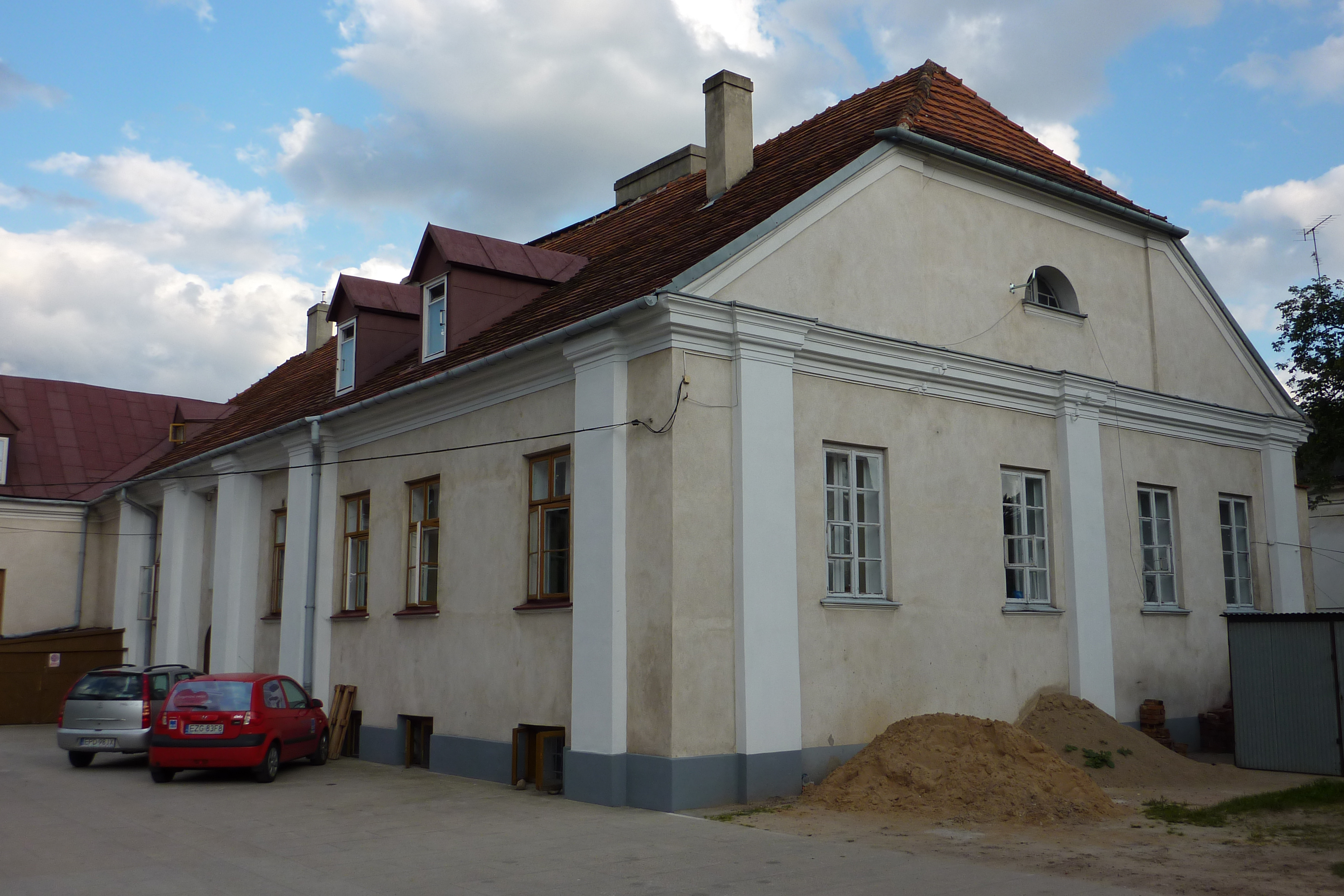
Widok z podwórka parafii